# فرودگاه واناکا
فرودگاه واناکا  (به انگلیسی: Wanaka Airport)  یک فرودگاه همگانی  با کد یاتا WKA است که یک باند فرود آسفالت دارد و طول باند آن ۱۲۰۰ متر است. این فرودگاه در  کشور نیوزلند قرار دارد و در ارتفاع ۳۴۸ متری از سطح دریا واقع شده است.